# Mesalia
Mesalia là một chi ốc biển, là động vật thân mềm chân bụng sống ở biển trong họ Turritellidae.

## Hình ảnh

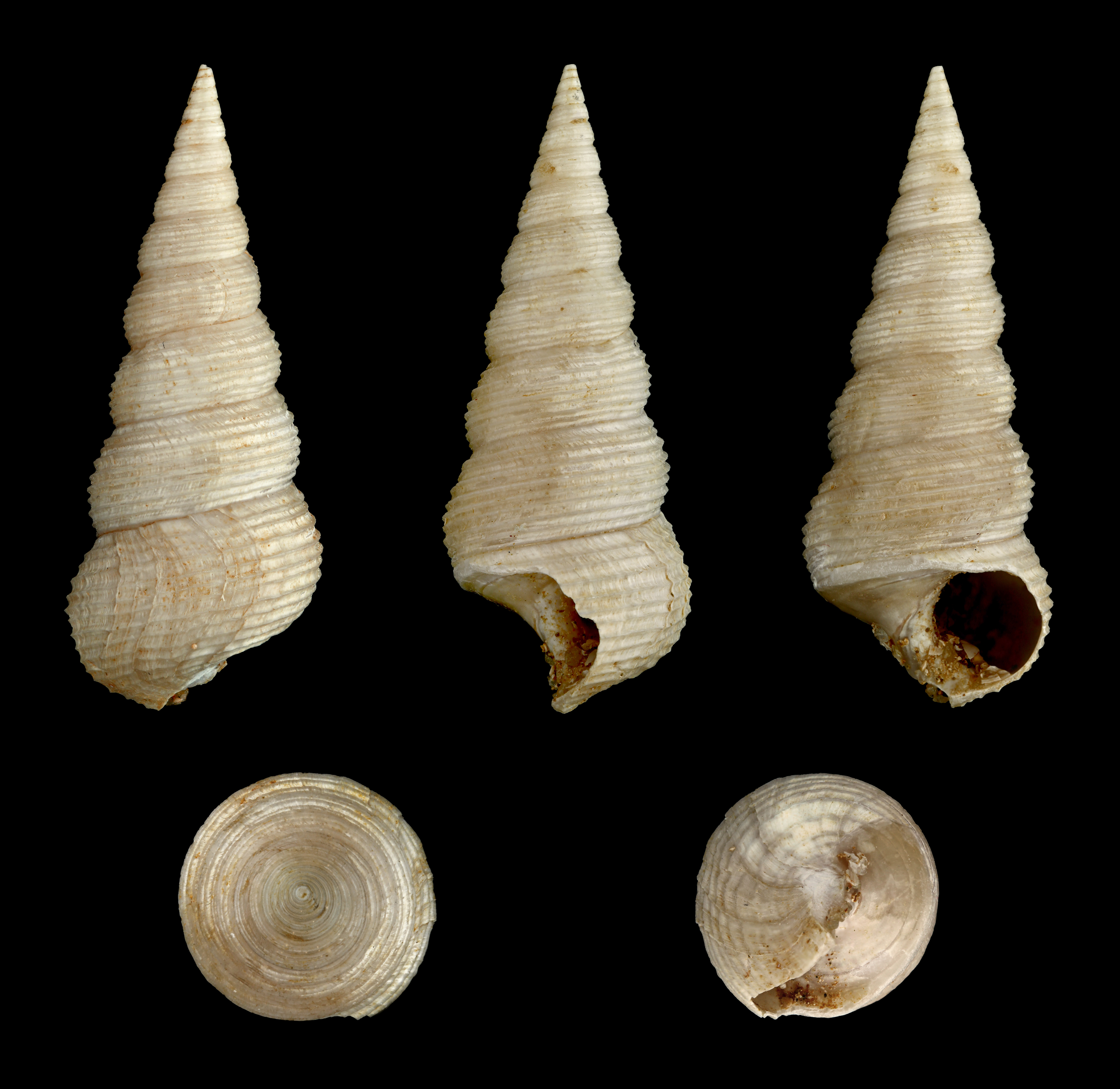

## Các loài
Các loài trong chi Mesalia gồm có:
- Mesalia brevialis (Lamarck, 1822)[2]
- Mesalia flammifera (Locard, 1896)[3]
- Mesalia freytagi Maltzan, 1844[4]
- Mesalia lactea (Möller, 1842)[5]
- Mesalia melanoides Reeve, 1849[6]
- Mesalia mesal (Deshayes, 1843)[7]
- Mesalia opalina (Adams & Reeve, 1850)[8]
- Mesalia varia (Kiener, 1843)[9]